# Rhynchocinetes brucei
Rhynchocinetes brucei is een garnalensoort uit de familie van de Rhynchocinetidae. De wetenschappelijke naam van de soort is voor het eerst geldig gepubliceerd in 1994 door Okuno.